# Kamran Aliyev
Kamran Bayram oglu Aliyev (en azerí: Kamran Bayram oğlu Əliyev; Balakán, 18 de noviembre de 1965) es un jurista, exadjunto de fiscal general, jefe de la Gestión de Lucha contra la corrupción de Fiscalía General de la República de Azerbaiyán, fiscal general de Azerbaiyán (desde 1 de mayo de 2020) y vicepresidente de la Asociación Internacional de Fiscales.

## Biografía
Kamran Aliyev nació el 18 de noviembre de 1965 en Balakan de Azerbaiyán. En 1987 se graduó con honores de la facultad jurídica de Universidad Estatal de Irkutsk, después se ha nombrado para puesto de investigador en Fiscalía de transporte de Chitá. De 1990 a 1993 estudió en la Institución de Investigación Científica del Fiscal y desempeñó como trabajador científico en la misma institución. En 1993 Kamran Aliyev obtuvo doctorado en derecho.
Es casado y tiene dos hijos. Habla además de azerí también ruso e inglés.

### Carrera política
Desde 2007 dirige la Gestión General de Lucha contra la corrupción de Fiscalía General de la República de Azerbaiyán y desde 2014 hasta 2020 fue adjunto de fiscal general. El 1 de mayo de 2020 el presidente de Azerbaiyán, Ilham Aliyev, firmó una orden en la que se nombraba a Kamran Aliyev fiscal general de Azerbaiyán.

## Premios y títulos
- Orden de la Bandera de Azerbaiyán  (2008)
- Orden "Por el servicio a la patria" (2018)